# Marsman (televisieserie)
Marsman is een VRT-televisieserie uit 2014 in regie van Eshref Reybrouck en Mathias Sercu en naar een scenario van Mathias Sercu. De dramaserie werd uitgezonden op de televisiezender Eén.
De serie van productiehuis Sultan Sushi met 1.000.000 euro productiesteun van het Vlaams Audiovisueel Fonds werd opgenomen van augustus tot november 2013, onder meer in Kapelle-op-den-Bos. Director of photography was Diego Dezuttere. De muziek is van Frederik Sioen.
De serie volgt Nico Marsman, een veertiger met een autistische broer, Rudy, voor wie hij zorgt nadat de moeder is overleden en hij zijn werk is kwijtgeraakt. Die zorg leidt tot een breuk met zijn vrouw. Hij krijgt wel steun van zijn twintigjarige dochter Femke en zijn vrienden Mark, Peter en Ludovic met wie hij in een muziekgroepje speelt, "De Mannen Van Mars".

## Rolverdeling
- Jurgen Delnaet als Nico Marsman
- David Cantens als Rudy Marsman
- Lynn Van Royen als Femke Marsman
- Mathias Sercu als Mark
- Robbie Cleiren als Peter
- Tom Audenaert als Ludovic
- Maaike Cafmeyer als Vera
- Lien De Graeve als Lydia
- Machteld Ramoudt als Yvonne
- Laurence Roothooft als Dominique Vanwassenhove
- Jits Van Belle als Marianne
- Reinhilde Decleir als Rosa
- Marc Lauwrys als Bart Callens

## Afleveringen
| Afl. | Titel                | Uitzending    | Kijkcijfers                   | Marktaandeel                |
| ---- | -------------------- | ------------- | ----------------------------- | --------------------------- |
| 1    | De Mannen van Mars   | 25 maart 2014 | live: 820.498 live+6: 890.323 | live: 30,33% live+6: 30,69% |
| 2    | Matters of the Heart | 1 april 2014  | live: 625.910 live+6: 711.120 | live: 25,60% live+6: 26,98% |
| 3    | Alles gaat goed      | 8 april 2014  | live: 767.015 live+6: 855.493 | live: 28,65% live+6: 29,81% |
| 4    | Een nieuwe start     | 15 april 2014 | live: 759.338 live+6: 837.892 | live: 30,16% live+6: 31,14% |
| 5    | Breuken              | 22 april 2014 | live: 751.721 live+6: 842.705 | live: 28,77% live+6: 30,13% |
| 6    | Lijmen en dromen     | 29 april 2014 | live: 684.752 live+6: 774.949 | live: 26,07% live+6: 27,62% |
| 7    | Hoop doet leven      | 13 mei 2014   | live: 726.565 live+6: 791.068 | live: 28,15% live+6: 28,90% |
| 8    | Het einde            | 20 mei 2014   | live: 690.580 live+6: 737.540 | live: 29,85% live+6: 31,26% |

## Prijzen
In 2014 bekroonde de Italiaanse publieke omroep Rai de reeks met de Prix Italia in de categorie "drama". Deze internationale prijs wordt uitgereikt aan het beste radio-, televisie- en internetprogramma.
In 2015 haalde de reeks twee prijzen binnen op het FIPA in het Franse Biarritz. Regisseur Sercu kreeg de 'Prix Michel Mitrani', die door de jury uitgereikt wordt aan een uitzonderlijke programmamaker. Hoofdrolspeler Delnaet kreeg de FIPA d'Or voor beste acteur.
De Scenaristengilde, een vereniging voor Vlaamse scenaristen, gaf zijn eerste scenarioprijs voor een televisiereeks ooit aan Mathias Sercu voor het scenario van Marsman.
Op 18 april 2015 kreeg de serie tijdens het Gala van de Vlaamse Televisie Sterren 2015 de Ster Beste Drama en de Ster Beste Scenario Fictie.